# Leptodactylus jolyi
Espèce
Statut de conservation UICN

 DD  : Données insuffisantes
Leptodactylus jolyi est une espèce d'amphibiens de la famille des Leptodactylidae.

## Répartition
Cette espèce est endémique du Brésil. Elle se rencontre vers 760 m d'altitude dans les environs des municipalités de Rio Grande da Serra et de Paranapiacaba dans l'État de São Paulo ainsi que dans le biome du Cerrado dans les forêts côtières de l'Est du Brésil.

## Étymologie
Cette espèce est nommée en l'honneur de Aylthon Brandao Joly (1924-1975).

## Publication originale
- Sazima & Bokermann, 1978 : Cinco novas espécies de Leptodactylus do centro e sudeste brasileiro (Amphibia, Anura, Leptodactylidae). Revista Brasileira de Biologia, vol. 38, no 4, p. 899-912.